# Мала Дренова
Мала Дренова је насеље у Србији у општини Трстеник у Расинском округу. Према попису из 2022. било је 443 становника (према попису из 1991. било је 787 становника).

## Историја
До Другог српског устанка Мала Дренова се налазила у саставу Османског царства. Након Другог српског устанка Мала Дренова улази у састав Кнежевине Србије и административно је припадала Јагодинској нахији и Левачкој кнежини све до 1834. године када је Србија подељена на сердарства.
Из овог места је био народни гуслар Војислав Ерац (1914-1942).

## Демографија
У насељу Мала Дренова живи 622 пунолетна становника, а просечна старост становништва износи 44,1 година (42,3 код мушкараца и 45,8 код жена). У насељу има 220 домаћинстава, а просечан број чланова по домаћинству је 3,34.
Ово насеље је великим делом насељено Србима (према попису из 2002. године), а у последња три пописа, примећен је пад у броју становника.
|  |

| Демографија | Демографија | Демографија |
| Година      | Становника  | Становника  |
| ----------- | ----------- | ----------- |
| 1948.       | 899         |             |
| 1953.       | 888         |             |
| 1961.       | 894         |             |
| 1971.       | 880         |             |
| 1981.       | 896         |             |
| 1991.       | 787         | 765         |
| 2002.       | 735         | 794         |

| Етнички састав према попису из 2002.‍ | Етнички састав према попису из 2002.‍ | Етнички састав према попису из 2002.‍ | Етнички састав према попису из 2002.‍ | Етнички састав према попису из 2002.‍ |
| ------------------------------------ | ------------------------------------ | ------------------------------------ | ------------------------------------ | ------------------------------------ |
|                                      |                                      |                                      |                                      |                                      |
| Срби                                 | Срби                                 |                                      | 727                                  | 98,91%                               |
| Македонци                            | Македонци                            |                                      | 3                                    | 0,40%                                |
| Црногорци                            | Црногорци                            |                                      | 1                                    | 0,13%                                |
| непознато                            | непознато                            |                                      | 3                                    | 0,40%                                |

| Мала Дренова у пописима Јагодинске нахије — од 1818. до 1829.                     |       |       |       |       |       |       |          |       |       |       |       |       |
| Година пописа                                                                     | 1818. | 1819. | 1820. | 1821. | 1822. | 1823. | 1824/25. | 1825. | 1826. | 1827. | 1828. | 1829. |
| Куће                                                                              | 28    | 29    | 29    | 53    | 33    | 34    | 33       | 32    | 33    | 34    | 34    | 35    |
| Пореске главе*                                                                    | -     | 40    | 35    | 63    | 36    | 35    | 40       | 35    | 37    | 38    | 39    | 39    |
| Арачке главе**                                                                    | 78    | 91    | 91    | 111   | 88    | 82    | 94       | 93    | 91    | 95    | 93    | 97    |
| *Пореске главе = Ожењени мушкарци \| ** Арачке главе = Мушкарци од 7 до 70 година |       |       |       |       |       |       |          |       |       |       |       |       |

| Година пописа     | 1948. | 1953. | 1961. | 1971. | 1981. | 1991. | 2002. |
| ----------------- | ----- | ----- | ----- | ----- | ----- | ----- | ----- |
| Број домаћинстава | 171   | 179   | 202   | 212   | 204   | 177   | 220   |

| Број чланова      | 1  | 2  | 3  | 4  | 5  | 6  | 7 | 8 | 9 | 10 и више | Просек |
| ----------------- | -- | -- | -- | -- | -- | -- | - | - | - | --------- | ------ |
| Број домаћинстава | 30 | 60 | 32 | 46 | 21 | 20 | 8 | 3 | 0 | 0         | 3,34   |

| Пол    | Укупно | Неожењен/Неудата | Ожењен/Удата | Удовац/Удовица | Разведен/Разведена | Непознато |
| ------ | ------ | ---------------- | ------------ | -------------- | ------------------ | --------- |
| Мушки  | 310    | 62               | 220          | 19             | 8                  | 1         |
| Женски | 327    | 35               | 217          | 67             | 8                  | 0         |
| УКУПНО | 637    | 97               | 437          | 86             | 16                 | 1         |

| Пол    | Укупно                    | Пољопривреда, лов и шумарство | Рибарство                            | Вађење руде и камена | Прерађивачка индустрија       |
| ------ | ------------------------- | ----------------------------- | ------------------------------------ | -------------------- | ----------------------------- |
| Мушки  | 197                       | 166                           | 0                                    | 0                    | 17                            |
| Женски | 125                       | 106                           | 0                                    | 0                    | 9                             |
| УКУПНО | 322                       | 272                           | 0                                    | 0                    | 26                            |
| Пол    | Производња и снабдевање   | Грађевинарство                | Трговина                             | Хотели и ресторани   | Саобраћај, складиштење и везе |
| Мушки  | 0                         | 0                             | 3                                    | 1                    | 0                             |
| Женски | 0                         | 0                             | 2                                    | 2                    | 0                             |
| УКУПНО | 0                         | 0                             | 5                                    | 3                    | 0                             |
| Пол    | Финансијско посредовање   | Некретнине                    | Државна управа и одбрана             | Образовање           | Здравствени и социјални рад   |
| Мушки  | 0                         | 2                             | 1                                    | 2                    | 3                             |
| Женски | 0                         | 1                             | 0                                    | 2                    | 1                             |
| УКУПНО | 0                         | 3                             | 1                                    | 4                    | 4                             |
| Пол    | Остале услужне активности | Приватна домаћинства          | Екстериторијалне организације и тела | Непознато            | Непознато                     |
| Мушки  | 0                         | 0                             | 0                                    | 2                    | 2                             |
| Женски | 0                         | 0                             | 0                                    | 2                    | 2                             |
| УКУПНО | 0                         | 0                             | 0                                    | 4                    | 4                             |